# 納季利涅
49°38′39″N 24°58′25″E / 49.64417°N 24.97361°E
納季利涅（烏克蘭語：Надільне），是烏克蘭西部的村莊，隸屬利維夫州的佐洛奇夫區。該村始建於1690年，面積0.19平方公里，海拔高度323米，2021年人口34，人口密度每平方公里210.81人。